# Rui Manuel Borges
Rui Manuel Gomes Borges (Mirandela, 7 de julho de 1981) é um treinador e ex-futebolista português que atuava como médio-centro. Atualmente comanda o Sporting.

## Carreira como jogador
Rui Borges foi formado no Mirandela, onde passou grande parte da sua carreira. Foi jogador profissional durante 17 anos, tendo jogado maioritariamente em clubes da Liga Portugal 2 e da Liga 3 (somente alinhou na Primeira Liga pelo Braga numa ocasião).[carece de fontes?]

## Carreira como treinador
Estreia-se como treinador em 2017–18 no clube da terra onde nasceu e onde terminou a carreira de jogador, o Mirandela. Prontamente saltou para o Académico de Viseu, onde os bons resultados conseguidos (com destaque para a chegada às meias-finais da Taça de Portugal) abriram-lhe as portas do futebol profissional.[carece de fontes?]
Na temporada 2020–21, treinou a Académica de Coimbra, tendo ficado em 4° lugar na Liga Portugal 2, a apenas três pontos dos lugares de subida.[carece de fontes?] Com um voto de confiança reforçado, ainda começou uma segunda época nos Estudantes (2021–22), mas foi despedido ao cabo da sexta jornada, deixando o histórico emblema no último lugar da tabela classificativa com apenas dois pontos somados.
Muda-se de imediato para o Nacional, que pega em 13º e leva à 6° posição na mesma Liga Portugal 2, falhando mais uma vez o objetivo da subida. Depois de passagens fugazes pelo Vilafranquense e pelo Mafra na época 2022–23, estreia-se na Primeira Liga na época seguinte, ao serviço do Moreirense.
Além de por em prática um futebol vistoso, Rui Borges igualou a mais alta posição do Moreirense na sua história na Primeira Liga, terminando a temporada em 6º lugar com incríveis 55 pontos somados, um recorde absoluto no clube.
O sucesso alcançado em Moreira de Cónegos levou a que, para a temporada 2024–25, Rui Borges fosse contratado pelo Vitória Sport Clube. O técnico manteve o clube na luta pelos lugares europeus no campeonato, além de guiar os vimaranenses aos oitavos de final da Taça de Portugal e ainda a um prestação histórica na fase de Liga da Liga Conferência da UEFA. O Vitória, rubricando excelentes exibições contra diversos adversários estrangeiros mais endinheirados,  ficou em segundo lugar no seu ano de estreia na prova, sendo superado apenas pelos ingleses do Chelsea, estando apurado para os oitavos de final da competição.
No entanto, Borges não chegou a terminar a época que principiou em Guimarães: em 26 de dezembro de 2024, aceita substituir João Pereira no comando técnico do Sporting. Ao comando dos leões, vence a Primeira Liga e a Taça de Portugal na época de estreia, pesem embora uma onda de lesões que afetou o plantel e a concorrência do rival Benfica, concretizando o bicampeonato e a dobradinha do Sporting, 71 e 23 anos depois, respetivamente. Tem contrato até junho de 2027.

## Títulos
Sporting
- Primeira Liga (2024-25): Treinador do Mês 2x

- Primeira Liga: 2024–25[22]
- Taça de Portugal: 2024–25[23]